# Bryndza podhalańska
Bryndza podhalańska (owczy twaróg) – miękki ser podpuszczkowy z mleka owczego; tradycyjny wyrób spożywczy wyrabiany na Podhalu. Ma intensywny, słony smak, biały kolor i zazwyczaj konsystencją przypomina pastę, chociaż istnieją również warianty ziarniste lub grudkowate. 
Bryndza podhalańska jest pierwszym polskim produktem spożywczym, który został zarejestrowany jako regionalny przez Komisję Europejską. W Unii Europejskiej może być wytwarzany tylko w określonym regionie Polski.